# Piotr Stachyra
Piotr Stachyra (ur. 15 czerwca 1983) – polska lekkoatletka uprawiający biegi długodystansowe, specjalizujący się w biegu na 100 km.

## Życiorys
W 2017 roku podczas Mistrzostw Polski w biegu na 100 km w Kaliszu zdobył złoty medal z wynikiem 7:15:52.
W 2018 roku podczas Mistrzostw Polski w biegu na 100 km w Warszawie zdobył złoty medal z wynikiem 7:09:23.
Podczas Mistrzostw Świata w biegu na 100 km w Sveti Martin na Muri, Chorwacja nie ukończył rywalizacji. Drużyna mężczyzn składająca się z Kamil Kunert, Paweł Kosek i Jacek Będkowski zajęła 13. miejsce z wynikiem 23:47:28.
W 2019 roku podczas Mistrzostw Polski w biegu na 100 km w Pabianicach zdobył srebrny medal z wynikiem 7:26:24.
W 2020 roku podczas Mistrzostw Polski w biegu na 100 km w Pabianicach zajął 4. miejsce z wynikiem 7:15:05.

## Osiągnięcia
| Rok  | Impreza                                   | Miejsce              | Konkurencja   | Pozycja     | Wynik    |
| ---- | ----------------------------------------- | -------------------- | ------------- | ----------- | -------- |
| 2018 | Mistrzostwa Świata w biegu na 100 km 2018 | Sveti Martin na Muri | indywidualnie | DNF         | DNF      |
| 2018 | Mistrzostwa Świata w biegu na 100 km 2018 | Sveti Martin na Muri | drużynowo     | 13. miejsce | 23:47:28 |